# Лі Е
Лі Е (李冶, 1192 — 1279) — китайський математик часів династій Цзінь та Юань.

## Життєпис
Походив з родини військових. Батько був в армії династії Цзінь. Народився у 1192 році у м. Дасін (тепер район Пекіна). При народженні отримав ім'я Лі Чжи. Пізніше змінив ім'я, оскільки воно збігалося з іменем імператора Лі Чжи з династії Тан.
У дитячому віці Лі Е переїхав до Пекіна, де його батько став служити секретарем чжурчженьского чиновника. Після того як Чингіз-хан у 1215 році опанував Пекіном, родина Лі переїхало в Луаньчен, а Лі Е вирушив до Юаньши (провінція Хебей) для отримання освіти. У 1230 році в Лояні він витримав іспити на отримання державної посади і був призначений архіваріусом в районі Гаолін, але наступ монгольських військ завадило йому обійняти посаду. Замість цього він став начальником повіту Цзюнь у провінції Хенань. Однак його служба була недовгою через нашестя монголів, які влаштували в 1232 році різанину чжурчженів в Цзюнь. Завдяки допомозі одного з чиновників, який перейшов на бік монголів, Лі Е вдалося втекти.
Після цього він майже два десятки років жив у бідності як відлюдник у провінції Шаньсі, займаючись математикою. У 1251 році Лі Е зміг повернутися в Хебей, де біля гори Фенлун побудував будинок, в якому прожив шість років.
У 1257 році Хубілай, онук Чингіз-хана, призначив його своїм радником з державних іспитів. Знаючи Лі Е як енциклопедиста, Хубілай також попросив його з'ясувати причину землетрусів. При цьому Лі Е продовжував займатися математикою. Через рік після того, як в 1260 році став ханом, Хубілай запропонував Лі Е пост в уряді, але 69-річний вчений ввічливо відмовився, пославшись на погане здоров'я і старість. У 1264 році Хубілай-хан зробив другу спробу скористатися його послугами, запропонувавши посаду в академії Ханьлінь. Не бачачи можливості відмовитися, Лі Е її прийняв, але незабаром пішов у відставку, повернувшись в свій будинок біля гори Фенлун. Останні роки свого життя він присвятив навчанню математики численних учнів, які приїздили до нього.

## Математика
Лі Е написав 10 книг. Однак, бувши при смерті, він наказав синові все їх спалити, крім «Це юань ганьбі цзін», яка, як він вважав, одна могла бути корисною наступним поколінням, але збереглася також «І гу янь дуань».

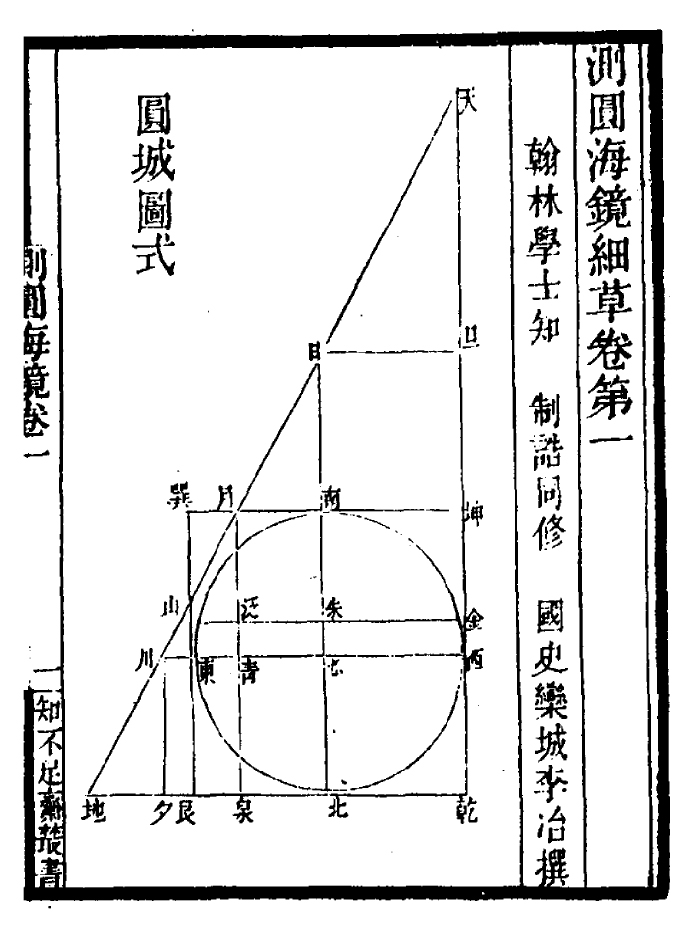
Текст з книги «Морське дзеркало вимірювань кола»

Книга «Це юань ганьбі цзін» («Морське дзеркало вимірювань кола»), яка була написана у 1248 році, присвячена здебільшого рішенням рівнянь, що стосуються кіл, вписаних в трикутники. Вона починається з передмови, в якій подається єдине у книзі креслення круглого міста, вписаного в прямокутний трикутник, в якому різного роду лінії (проведені через центр кола, дотичні та ін.) утворюють 15 прямокутних трикутників різних розмірів. На цьому кресленні ґрунтуються 170 завдань, поміщених у главах від 2 до 12. Глава 1 є довідковою. Ця книга — найраніше джерело методу тянь юань («небесного невідомого»). У своїй роботі Лі Е не пояснював, як розв'язувати рівняння, і що розуміється під рівнянням, невідомим, негативним числом і інш., а лише показував, як будувати рівняння, не обмежуючись другою або третьою ступенями і займаючись рівняннями доволі високих ступенів. Він використовував метод, подібний до методу Руффіні-Горнера, який був розроблений більш ніж шістьма століттями пізніше. Ця книга справила сильний вплив на японську математику, зокрема на дослідні Секі Кōва.
Хоча «І гу янь дуань» («Нові кроки в обчисленні») була створена пізніше, ніж «Це юань ганьбі цзін» (завершена у 1259 році), вона поступається їй з наукової точки зору. «І гу янь дуань» містить 64 завдання. З них 21, як вказує Лі Е, запозичені у інших авторів. Центральна тема книги — побудова та формулювання квадратних рівнянь. Деякі з них вирішені методом тянь юань, а інші — старим геометричним методом вирішення рівнянь, який використовувався китайськими математиками задовго до Лі Е.